# Estádio Doutor Ronaldo Junqueira
O Estádio Municipal Doutor Ronaldo Junqueira, conhecido como "Ronaldão", é um estádio localizado na cidade de Poços de Caldas, estado de Minas Gerais.
O Estádio Ronaldão tem hoje capacidade liberada para 7.600 torcedores.
Além de sediar diversos eventos esportivos e de entretenimento da região, é também o estádio escolhido pelos dois times de futebol profissional da cidade, a Associação Atlética Caldense, e o Poços de Caldas FC, para receber seus jogos como mandantes.

## História
O Ronaldão foi idealizado em 1976. O governo estadual doou um terreno para Poços de Caldas e a prefeitura municipal concedeu recursos para sua construção. Além disso, foram vendidas inúmeras cadeiras cativas e loteamentos da área doada para levantar recursos. A obra começou em 78 e levou um ano para ser concluída.

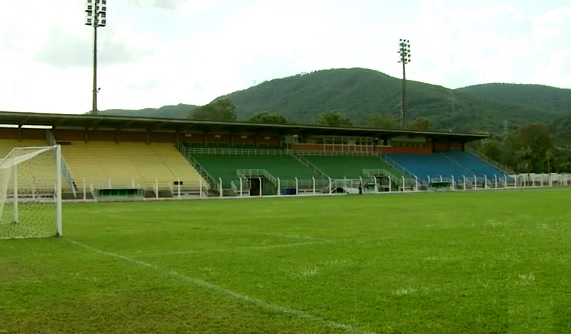
Área interna do estádio

Levando o nome de um ex-prefeito da cidade, foi inaugurado no dia 4 de setembro de 1979, no jogo entre Caldense e Corinthians, vencido pelo time paulista por 3 a 0. Com 11744 torcedores nas arquibancadas, Basílio foi o responsável pelo primeiro gol do estádio.
Na sequencia de amistosos comemorativos de inauguração, a Veterana enfrentou o Londrina, quando foi superada por 2 a 0 e no dia 9 de setembro empatou com o Fluminense em 1 a 1.
Em março de 1981, a Caldense realizou um amistoso contra a Seleção Brasileira no Estádio.
Tem como seu jogo mais lembrado, a final do Campeonato Mineiro de 2002, jogo em que a Caldense se sagrou campeã do torneio, vencendo o Nacional por 2 a 0, na presença de um público recorde, de mais de 14 mil pessoas.